# Emiliano Rodríguez
Emiliano Rodríguez (* 10. Juni 1937 in San Feliz de Torío, Provinz León), meist nur Emiliano genannt, ist ein ehemaliger spanischer Basketballspieler. Der 1,91 Meter große Small Forward gilt neben Francesc Buscató als erster spanischer Basketballstar. Mit Real Madrid gewann Emiliano insgesamt zwölf spanische Meistertitel, neun Pokale sowie vier Europapokale der Landesmeister. 1963 und 1964 wurde er zudem zum besten Spieler des Europapokalfinales ernannt. 
Mit der spanischen Nationalmannschaft absolvierte Rodríguez 175 Spiele; obwohl er zweimal (1963 und 1969) zum besten Spieler der Europameisterschaft ernannt wurde, konnte er allerdings keinen Titel feiern. Bei den Olympischen Spielen 1960 war er Teil des spanischen Aufgebots, erreichte aber mit seiner Mannschaft nur den 14. Rang. 1973, unmittelbar bevor Spanien den zweiten Platz bei der Europameisterschaft eroberte, trat Rodríguez zurück. 
2007 wurde Rodríguez in die FIBA Hall of Fame aufgenommen. Den FIBA Order of Merit erhielt er im März 1997. Er wurde im Mai 2008 als eine der fünfzig bedeutenden Persönlichkeiten des Basketballsport in Europa geehrt. Die Ehrung erfolgte durch die Euroleague Basketball im Rahmen einer offiziellen Zeremonie im Palacio de Deportes de la Comunidad de Madrid, in Madrid (Spanien).

## Erfolge
- 12 Spanische Meistertitel (1961–66, 1968–73)
- 9 Spanische Pokalsiege (1961, 1962, 1965, 1966, 1967, 1970, 1971, 1972, 1973)
- 4 Europapokale der Landesmeister (1964, 1965, 1967, 1968)
- 2 MVP-Titel Europapokal der Landesmeister (1963, 1964)

## Nationalmannschaft

### Erfolge
- 2 MVP-Titel Basketball-Europameisterschaft (1963, 1969)